# Södermanlands runinskrifter 6
Södermanlands runinskrifter 6 är ett försvunnet vikingatida runstensfragment av sandsten som funnits i Vänga, Björnlunda socken och Gnesta kommun. Fragmentet hittades på 1800-talets slut och lades bredvid Sö 3. Det är försvunnet sedan åtminstone 1928.

## Inskriften
Translitterering av runraden:
[... ...ur : sin : bua... ...]
Normalisering till runsvenska:
... [fað]ur/[broð]ur sinn, boa[nda] ...
Översättning till nusvenska:
... sin fader/broder, make/bonde(?) ...